# Vianne
Vianne is een gemeente in het Franse departement Lot-et-Garonne (regio Nouvelle-Aquitaine). De plaats maakt deel uit van het arrondissement Nérac. Vianne telde op 1 januari 2022 980 inwoners.

## Geschiedenis
Vianne werd gesticht als bastide in de tweede helft van de dertiende eeuw. De bastide kwam op de plaats van een klein dorp aan de oever van de Baïse dat een bezit was van Jourdain de l'Isle. Hij stichtte de bastide samen met de seneschalk van de Engelse koning Eduard I. De Agenais werd toen betwist door Engelsen en Fransen en de stichting van de bastide Vianne was een reactie van de stichting van de bastide Lavardac door de Fransen 24 jaar eerder. Omdat de bastide niet enkel een economisch maar ook een militair motief had, werd Vianne van bij aanvang ommuurd. De omwalling werd nog versterkt in de veertiende eeuw. Vianne had een rechthoekig grondplan met een elke zijde een poort. Centraal lag een marktplein. Op de Baïse werd een stuwdam gebouwd om een watermolen aan te drijven.
Vianne was als bastide geen groot succes. Nog in de negentiende eeuw was het gebied binnen de omwalling niet volledig volgebouwd.

## Geografie
De oppervlakte van Vianne bedroeg op 1 januari 2022 9,82 vierkante kilometer; de bevolkingsdichtheid was toen 99,8 inwoners per km².

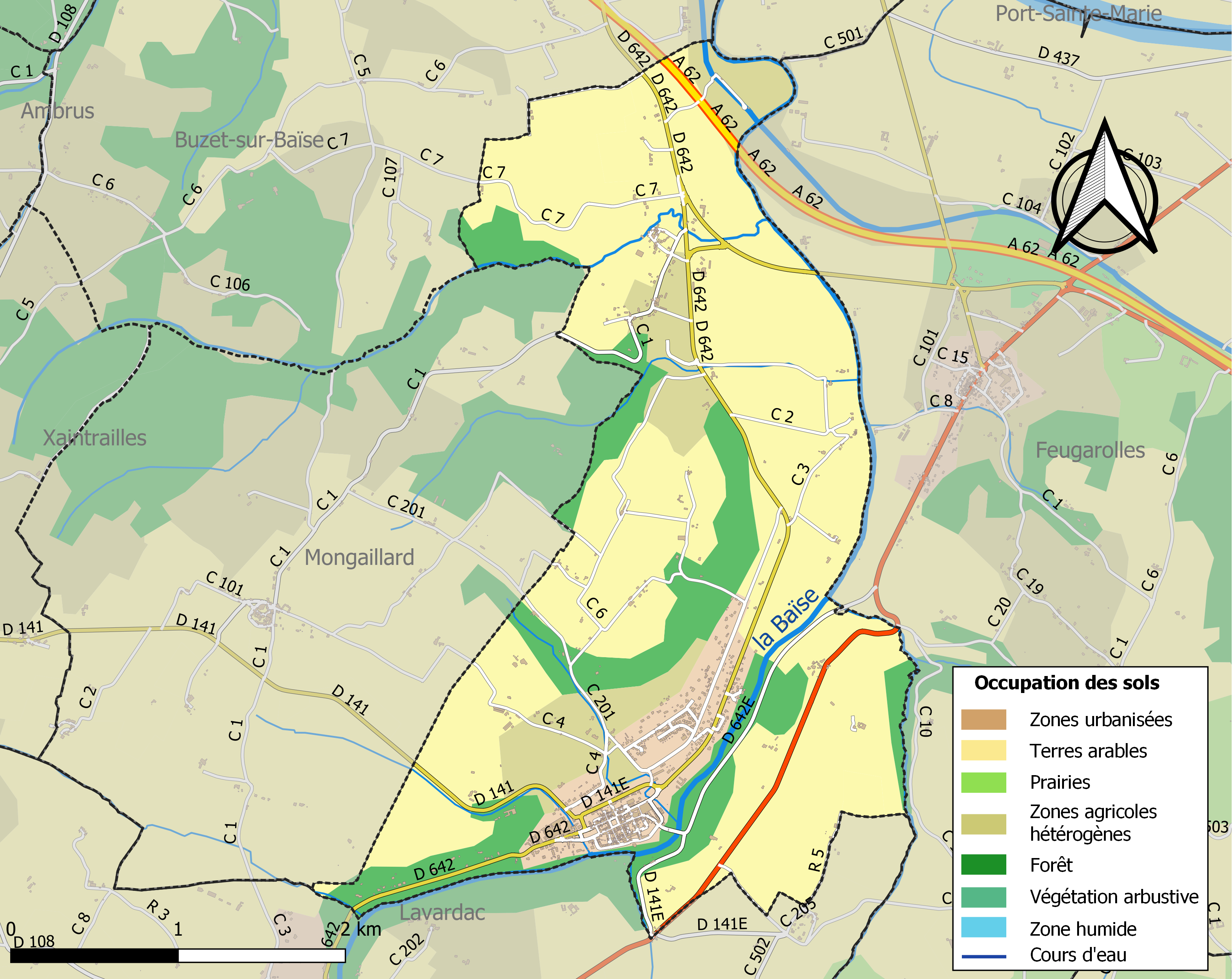
Kaart van de gemeente met de belangrijkste infrastructuur, bodemgebruik en omliggende gemeenten

## Demografie
Onderstaande figuur toont het verloop van het inwonertal (bron: INSEE-tellingen).